# El Tambo (Nariño)
El Tambo es un municipio colombiano ubicado en el departamento de Nariño.

## Toponimia
El substantivo tambo —de donde se forma el topónimo Tambo— viene del quechua tampu o tambu, que en español quiere decir ‘hospicio, posada en el camino’.

## Geografía
Se sitúa a 37 kilómetros de San Juan de Pasto, la capital departamento. El municipio limita por el norte con El Peñol, por el este con Chachagüí y La Florida, por el sur con La Florida y Sandoná y por el oeste con Linares y Los Andes.
El Tambo cuenta con un clima agradable de una temperatura promedio de 18 grados Celsius debido a la altura sobre el nivel del mar que es de 2240 m. Tiene una extensión de 3280 kilómetros cuadrados.

## Economía
Sus 36.115 habitantes dependen económicamente de la agricultura y la ganadería, siendo productos de principal producción: fríjol 3.700 Ha, maíz 3.600 Ha, café 948 Ha, cebolla cabezona 450 Ha, plátano 280 Ha, caña panelera 320 Ha, tomate 40 Ha; la ganadería se distribuye en 1.178 bovinos y producen en promedio 2.800 litros de leche diarios y cuenta con 2.900 cabezas de porcinos.